# 13335 Tobiaswolf
13335 Tobiaswolf (1998 SK61) là một tiểu hành tinh vành đai chính.